# Streck i debatten
Streck i debatten är en ordningsfråga som kan lyftas (yrkas på) av de närvarande på mötet som har yttrande- och förslagsrätt.
Ett yrkande på streck i debatten innebär att diskussionen kring en specifik fråga ska avslutas. Om mötet beslutar att införa streck i debatten får de som vill därefter skriva upp sig på talarlistan, och sedan fortsätter debatten tills denna är tom, utan att den kan fyllas på, såvida inte strecket upphävs. Innan diskussionen återupptas i frågan måste mötet även justera yrkandelängden. Det innebär att inga ytterligare förslag/yrkande får läggas efter streck i debatten. Ifall nya förslag läggs måste mötesdeltagarna få rätt att diskutera dem. Beroende på mötesordning kan möjligen den som är uppsatt på en talarlista efter streck i debatten inte heller få ställa direkta frågor eller komma med angrepp på en person som inte finns på talarlistan, eftersom denne inte kan bemöta inlägget. Detta torde främst gälla om direkta repliker inte är tillåtna.